# マネー・ボール

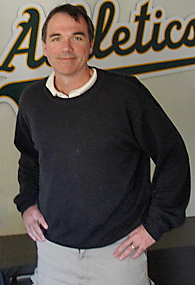
ビリー・ビーン

『マネー・ボール』（原題: Moneyball: The Art of Winning An Unfair Game）は、マイケル・ルイスによるアメリカ合衆国のノンフィクション書籍。日本語版単行本の副題は「奇跡のチームをつくった男」。
メジャーリーグベースボール（MLB）の球団オークランド・アスレチックスのゼネラルマネージャー（GM）に就任したビリー・ビーンが、セイバーメトリクスと呼ばれる統計学的手法を用いて、MLB随一の貧乏球団であるアスレチックスをプレーオフ常連の強豪チームに作り上げていく様を描く。2003年に米国で発売され、ベストセラーになった。2011年にベネット・ミラー監督、ブラッド・ピット主演で映画化された。

## 概要

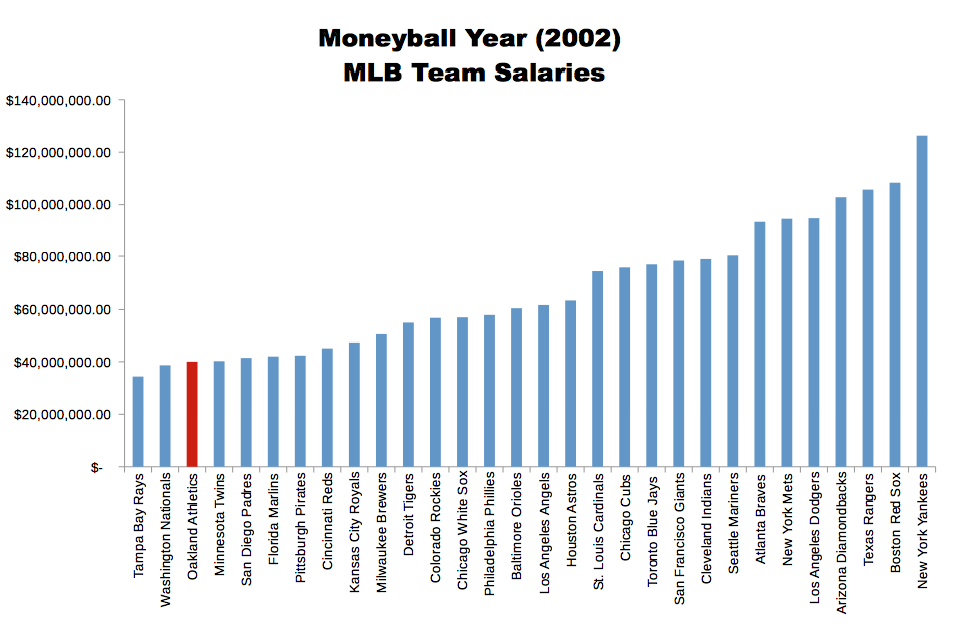
2002年のMLB球団別年俸総額。
アスレチックスは28位だったが、全球団最多の103勝を記録した。

2000年代初頭のMLBでは財力のある球団とそうでない球団の格差が広がり、財力のない球団では勝利に貢献できる大物選手を抱えることが出来ず、自力でそのようなスター選手を育てたとしてもことごとく財力のある他球団に引き抜かれてしまう、という状況が続いていた。このような財力のない球団のオーナーからは「もはや野球はスポーツではなく、金銭ゲームになってしまった」という嘆きの声が上がるほどであった。
そんな中、リーグ最低クラスの年俸総額でありながら黄金時代を築いていたチームがあった。ビリー・ビーンGM率いるオークランド・アスレチックスは毎年のようにプレーオフ進出を続け、2001年、2002年と2年連続でシーズン100勝を達成。2002年には年俸総額1位のニューヨーク・ヤンキースの1/3程度の年俸総額ながらも全30球団中最高勝率・最多勝利数を記録した。「アスレチックスはなぜ強いのか？」多くの野球ファンが感じていた疑問の答えは、徹底した「セイバーメトリクス」の利用に基づくチーム編成にあった。
ビーンがセイバーメトリクスを用いて独自に「勝利するために重要視すべき」と定めた諸要素は従来の価値観では重要とされないものばかり、つまり選手の年俸にほとんど反映されていないものばかりであっため、アスレチックスは低い年俸で有用な選手を獲得して戦力を上げることができたのである。ヤンキースなどの資金力のあるチームに比べて1勝にかかる金銭的コストがはるかに低く、「投資効率」を考えた場合極めて合理的な手段であった。
本著では、かつて有望選手として鳴り物入りでプロ入りしたビーンのプロ野球選手としての挫折に始まり、スカウトへの転身とセイバーメトリクスとの出会い、資金難・戦力難に陥り低迷するチームをGMとして率い球団の内外から挙がる批判・旧来の野球観と戦いながらセイバーメトリクスを用いた分析手法によってチームを改革していく様に、その影響を受けた選手たち、ビーンの方法論の元となったビル・ジェームズをはじめとするセイバーメトリクス論者たちの物語を交え、ドキュメンタリータッチで描く。

## セイバーメトリクスによるチーム編成
ビーンは野球をビッグボール的観点から「27個のアウトを取られるまでは終わらない競技」と定義付けた上で、それに基づいて勝率を上げるための要素をセイバーメトリクスを用いて分析。過去の膨大なデータの回帰分析から「得点期待値（三死までに獲得が見込まれる得点数の平均）」を設定し、それを向上させることのできる要素を持った選手を「良い選手」とした。
「状況（運）」によって変動する数値は判断基準から排除され、本人の能力のみが反映される数値だけに絞り込んで評価することが最大の特徴である。

### 重視される要素

#### 打者・野手

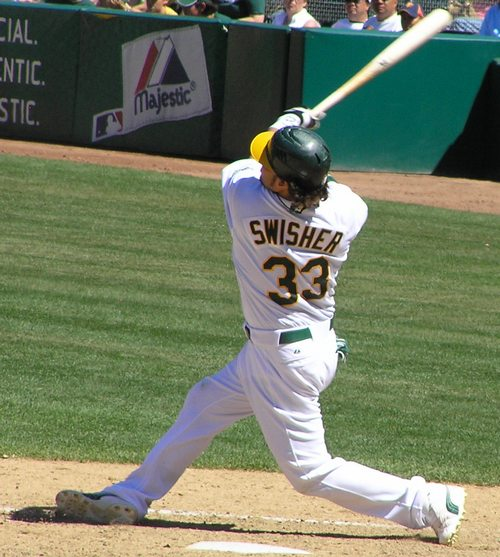
ニック・スウィッシャー
作中でビーンが重要視する要素を持つドラフト候補としてアスレチックスから1位指名される模様が描かれる。

出塁率
打率ではなく、四死球も含めた出塁する確率。ビーンの定義に基づけば「アウトにならない確率」あるいは「投手に対する勝率」である。打率が高いに越したことはないが、高打率の選手は他球団からの評価も高くなるため、打率が多少低くても出塁率の高さを優先して選手を獲得した。
長打率
塁打数を打数で割った値。安打、特に長打を打った数が多い打者ほど数字が大きくなる。ビーンは長打率と出塁率を合算した指標である「OPS」を野手の編成において最重要視した。通常、OPSは出塁率と長打率は1:1の比率であるが、ビーンは出塁率と長打率の比率を3：1として算出した指標（NOI）も使用しており、出塁率により重きを置いていることが分かる。
選球眼
ボールを見極め四球を選ぶ能力。つまり、出塁率を上げるために必要な要素である。投手により多くの投球をさせる能力、言い換えれば「粘る力」は相手投手の疲弊を招き、四球を得る確率の向上に繋がるためである。平均して中継投手は先発投手よりも能力が劣るため、相手投手を疲弊させて投手を交代させれば、さらに出塁率を上げることが出来る。ジェイソン・ジアンビの弟ジェレミー・ジアンビは、総合的な打者としての能力は兄とは比較にならないほど低かったが、粘る力においては兄を上回っていたためレギュラーとして起用された。
一般的には努力により向上させられると考えられているが、ビーンは「選球眼は天賦の才で決まる」としており、また「野球の成功（勝利）に最も直結する能力である」と結論づけている。
慎重性
選球眼と併せて重要視され、待球打法を良しとする。ボール・ストライクに関わらず自分の苦手な球に手を出さないことが重要である。ビーンの理論では必ずヒットに出来る保証がない限り、ヒットになる可能性の低い球に手を出す打者は好まれない。また、初球に手を出すことも否定する。ただし、選手の気質に依存する部分が大きく、コーチングにより改善できる部分はごくわずかであることから、例えばドミニカ出身の選手に対しては積極打法を容認した。

#### 投手
打者・野手へ求める要素に対する裏返しであり、相手の得点期待値を下げ、アウトを稼ぐ能力のみを評価する。
与四球
与四球数が少ないことを重視する。打者の選球眼を最重要視することの裏返し。四球による塁間を移動中の走者はアウトにすることができないため、与えることが望ましくない。そのため、無条件で四球を与え、ほとんどの場合で相手の得点期待値を上昇させる敬遠は戦術として用いられない。
奪三振
最もシンプルかつ確実に打者をアウトに出来る方法。たとえ凡打性の当たりであってもフェアグラウンドに打球が飛べば、野手の失策によって出塁を許す可能性が生じてしまうため、投手の能力のみでアウトをとることのできる奪三振能力を重視する。
被本塁打数
本塁打を「投手に責任がある唯一の安打である」と位置付けた。被安打数については後述。
被長打率
投手が対戦した打者の打数の合計で被塁打を割った値。安打、特に長打を許した数が少ない投手ほど数字が小さくなる。長打の数を増加させることが得点期待値向上に繋がることの裏返しで、失点確率を低くするためには長打を打たれないことが重要となる。
打球がゴロであれば長打になる確率は低くなるため、打たれた打球がゴロになる割合（ゴロ/フライ比率）も評価基準として取り入れた。

### 重視されない要素
これらの要素の多くは「従来の考え方では重要とされている（いた）が、セイバーメトリクスによる分析の結果チーム力向上への影響力が乏しいことが判明したもの」である。そのため、そのような要素を持った選手の獲得には他球団との競争が必至となり必要以上のコストがかかる上、獲得したとしてもそのコストに見合った働きが期待できないことから「限られた資金の中でシーズンを戦い、高い勝率で終える」という戦略目的においては重要度が低いと見なされる。
ただし、ビーンはこの「重視されない要素」そのものを完全否定することはしておらず、重要視はせずとも野球の競技を構成する要素であることには変わりないため、そのような要素（能力）が高いに越したことはないという考え方である。また、「他球団からは評価される」という点を用いてチーム編成にも利用した（後述）。

#### 打者・野手
バント（犠打）
自らアウトを進呈する行為、得点期待値を下げる行為であるとして完全否定した。従来の野球観に基づく場合、例えば無死一塁の状況では犠打によって一塁走者を進塁させるという作戦がセオリーであるが、これは得点期待値を下げる行為となるため、ビーンの方法論にそぐわない。
セイバーメトリクスが浸透した現在のMLBでは、犠打数が大幅に減少している。
盗塁
あまり意味のない行為と定義した。全ての盗塁企図のうち成功するのは70%前後であり、盗塁を試みてアウトになるリスクを冒してもホームベースを踏んだ場合に得られる得点は1点であることに変わりはない。統計学的見地から見ても、アウトになるリスクを冒すより塁上に留まって長打を待つ方が得点期待値が高い。また、盗塁を狙うことのできる選手はごく一部であり、チーム戦略としての普遍性がない。
同様にヒットエンドランも、高いリスクに対し得点期待値向上への影響が乏しくビーンの理論では非効率である。
打点・得点圏打率
打者が安打を打った際の走者の有無は「状況（運）」そのものであり、その打者自身の能力が導いたものではなく単なる偶然である。そのため、「打者が安打を打った時にどれだけ走者がいたか」を示すだけのものと言える打点および得点圏打率をもって「勝負強い打者かどうか」を判断するのは誤りである。
得点圏での打席数は全打席より当然ながら少ない。サンプル数が少なくなればなるほど確率は実際の数値より「揺らぎ」が大きくなる（大数の法則）。得点圏打率が通常の打率より高くなったり低くなったりするのは、選手の能力よりも揺らぎの影響のほうがはるかに大きいのである。
失策・守備率
失策であるか否かは記録員が主観的に判断するものであることに加え、守備範囲が広く積極果敢に打球を取りに行く選手のほうが、守備範囲が狭く打球を追うことに消極的な野手よりもかえって失策が多くなる（打球に追いつけてしまうがために犯してしまう失策がある）という可能性が考えられることから、どちらも選手の能力を示す数値・指標としては機能していない。
回帰分析するためのデータが蓄積しにくいことや、試合に及ぼす影響が攻撃力よりも少ないこともあってさほど守備力を重要視していなかったビーンだったが、フィールドに数百の座標を設定し、打球の速度・軌跡を調べ、「速度○○、軌道△△を伴い地点××に落下した打球」という形式で打球をより厳密に判別する手法を導入したことがある（ビーンオリジナルの手法ではなく、野球データ分析会社AVMの手法を真似たもの）。それによって打球を処理した野手の守備力の数値化を図ったが、野手の捕球するまでの行動が反映されないなどの問題があったためやはり重要視はしなかった。

#### 投手
被安打数
フェアグラウンド内に打球が飛んだとしても、それが安打となるか否かは野手の守備能力や守備シフトといった「状況（運）」に依存する部分が大きい。つまり、本塁打以外のフェア打球については、投手は責任を負わない（BABIP、DIPSも参照）。
防御率・自責点
打者の打点・得点圏打率と同様に、周囲の「状況（運）」によって大きく変動する要素であるため、投手の能力を純粋に反映したものとは言えない。
勝利数・セーブ
いずれも投手自身の能力に依存する数値ではない上、采配により作為的にコントロールできるものである。ビーンは「クローザー（抑え）は誰でも可能。9回の抑え投手よりも7・8回に優秀な投手を起用した方が勝率が上がる」と語っている。
球速
必ずしもアウトを取る能力には直結しない。速いに越したことはないが、たとえ遅い球しか投げられなくとも前述の要素を満たしていることを重んじた。

### チーム編成の方法論
低年俸選手
アスレチックスが獲得する選手の多くは、他球団から「欠陥品」「傷物」と見なされ評価を落としたことで、獲得競争を要せず低コストでの獲得が可能となった選手であった。このような「欠陥」はあくまで他球団の価値基準によるものであり、アスレチックスの基準においてはその全てが必ずしも問題になるとは限らず、前述の能力を有してさえいればこれらの欠陥はほとんど問題にされない。
例えば、ボストン・レッドソックスの捕手だったスコット・ハッテバーグは、利き腕に捕手としては致命的な怪我を負ったため選手生命は絶望的と評価されていたが、出塁率の高さに注目したアスレチックスが一塁手として獲得した結果、主軸打者として活躍した。選手が競技者として致命的な怪我を負い復帰した直後は、市場価値が急落しているために交渉しやすいことが利点となる。
また、実績が無いながら前述の要素を満たしている若手選手を年俸が高騰する前に見出して積極的に起用し、反対に能力・年俸ともに下り坂であるベテラン選手も獲得した。ドラフトにおいても代理人（エージェント）の付くスターアマチュア選手は契約金が高くなるため、代理人の付いていない選手を優先した。
複数年契約
有望な若手選手とは、年俸調停権やFA権の取得といった年俸の高騰が予想される選手としての節目を迎える前の早い時期から複数年契約を結ぶことで年俸を抑制した。特にティム・ハドソン、バリー・ジート、マーク・マルダーの先発投手「ビッグ3」は成績に対しての年俸が低く、コストパフォーマンスが極めて高かったと言える。FA権を取得すると年俸が必然的に上がるため、この3名についてもFA権取得と同時に放出した。
FA、トレード
年俸が高くなると判断した選手については躊躇なくトレードに出し、FA権を取得した選手もほとんど引き止めることなく放出するのも特徴である。トレードの場合、獲得するのは原則として前述の要素を満たしている若手の選手である。前述の要素は他球団では年俸に反映されることがあまりない上、実績のない若手であればさらに低い移籍金での獲得が可能となる場合が多い。FA移籍については、FA権を用いて選手が他球団へ移籍すればドラフト指名権が優遇され有望な若手選手の獲得が容易となることもFA選手の放出に躊躇わない理由である。
また、前述の通り「重要視されない要素」の多くが従来の価値基準を持つ他球団では評価されるものであったことから、「アスレチックスから見れば価値は低いが、他球団であれば高評価するであろう要素を持つ選手」を高額の移籍金で売り飛ばすという方法で運営資金を獲得した。この手法は作中では「がらくたを押しつける」と表現された。
FA移籍などで主力選手を手放した場合は、その選手の能力を細分化しそれぞれの能力を有した複数の選手を獲得・運用することでその穴を埋めた。例えばジェイソン・ジアンビ、ジョニー・デイモンらの移籍に伴っては、ジェイソンの弟・ジェレミー、スコット・ハッテバーグ、デビッド・ジャスティスと出塁能力に優れた3人を獲得した。
スカウティング、ドラフト
ビーンのGM就任当初のアスレチックスでは、スカウトの選手を判断する基準が主観的（「この選手は伸びる」「才能を秘めている」など）であったことや、元選手のスカウトが選手時代の経験に基づいて判断を行っていたことから、スカウティングの不確実性や戦略立てて選手を獲得出来ないという欠点を抱えており、ビーンの就任後もスカウト陣が閉鎖的・前時代的な価値観を捨てられず、ビーンの方針にそぐわなかったため大半を解雇した。
その後は、旧来的な「スカウトの暗黙知（経験や勘）」による選手評価を全否定し、客観的データ主義を徹底。体格やバッティング・ピッチングフォームなどの外見の他、「将来性」といったようなデータで証明できない曖昧な要素も考慮せず、あくまで前述の要素を満たす即戦力の選手を獲得することに注力した。
データ重視のスカウティングのため、「試合数が多くデータの絶対量が多い」「対戦相手のレベルに差が生まれにくくデータの信頼度が高い」といった点からも大学生選手の獲得が優先され、必然的に高校生選手の指名は避けられることとなった。
選手の身辺調査・素行調査も行い、本人の言動・交友関係・家族の犯罪歴の有無などから将来悪影響を及ぼす可能性があると判断した選手は徹底して獲得候補から排除した。

## 影響

### マネー・ボールへの反発と波及
『マネー・ボール』が世に出ると、日米で大きな反響と議論を呼んだが、歴史のある野球界においてはその主張が余りにも突飛であり、かつ旧来の野球観を揶揄・否定するような記述が多かったため、一部の人々から反発と反感を買った。そのような人々は「スモールボールこそ至高の戦術、スマート・ボール（スマートな戦い方）である」と崇拝し、当時のロサンゼルス・エンゼルス・オブ・アナハイムに代表される機動力野球（＋早打ち）に賞賛を惜しまず、逆にアスレチックスのような「不動戦法」を無策・無能として下に見る傾向が強かった。彼等がスモールボールをことさらに礼賛する時、その裏側には対立概念であるマネー・ボールを貶めようとする情念が透けて見える。
しかし、長打力偏重の「ビッグボール」が主流となりつつあった当時のMLBにおいて、ビーンの方法論は従来のビッグボールにセイバーメトリクスの価値観を付与し双方の有効性を極限まで突き詰めた戦術であると言え、次第にこれを模倣する球団が次々に現れるようになり、やがてビッグボールを実践するにあたってデータを重視すること、特に出塁率（四球）に注目することはどのチームにとっても当然のこととなった。
その上『マネー・ボール』が発表されその内容について一定の評価を得て以降、「マネー・ボール」とは単なる著書名に留まらず、「出塁率（特に四球の多さ）を重視する」「盗塁と犠打は極力避ける」「ドラフトでは高校生よりも大学生を優先指名する」など、「セイバーメトリクスに基づいた理論・戦略・戦術・作戦・選手評価システム・補強・編成・マネジメント」の総称としても用いられるようになっている。

### マネー・ボールの本質
ただし、マネー・ボールの思想は原書の副題（The Art of Winning An Unfair Game：不公平なゲームに勝つための技術）にある通り、「低予算でいかに好チームを作り上げるか」という発想が根幹にある。例えば、ビーンが出塁率（四球）を重要視したのは、単にそれ自体が理に適っているということ以上に、他チームがそれを軽視していたがためにセレクティブ・ヒッター（選球眼が鋭い打者）を安価で獲得することが出来たからである。仮に他チームも同様に出塁率を重要視している状況であれば、当然セレクティブ・ヒッターを安価で獲得することは叶わずマネー・ボールは成り立たない。すなわち、マネー・ボールとは貧乏球団が金満球団と互角に戦うために編み出された「苦肉の策」であり、言わば「貧者の野球理論」なのである。
なお、統計学の分析手法に基づいて出塁率と長打率を重んじ、犠打や盗塁は非効率的として極力敬遠するというマネー・ボール的戦術は、1960年代末から1980年代にかけて4度のリーグ優勝を果たしたボルチモア・オリオールズによって既に取り入れていたものであり、「1点しか取りに行かなかったら、1点しか取れない」と考えたアール・ウィーバー監督（当時）は、小技とスピードに依存することを潔しとせず、「投手力と守備力、3ラン・ホームラン」を信条としていたことで広く知られている。作中でも度々言及されている通り、ビーンの方法論はビーン自身が独自に創り出したものと言うより、様々な人物が考案した理論を統合して高度に体系化し実践したものである。

### 模倣チーム出現による変化
旧守派から非難を受けたマネー・ボールではあるが、やはり反響も大きく、特にセオ・エプスタインGMのボストン・レッドソックスに代表されるように、豊富な資金力を誇る球団までもがこぞってビーンの手法を模倣してセイバーメトリクスを重視するようになると、かつて過小評価されていたはずの選手の市場価値が高騰。安価で良い選手を獲得することが難しくなったことで2000年代の後半からアスレチックスの成績も低迷するようになった。
そのため、今日ではビーンの方法論にも若干変化が生じており、2000年代後半からは守備や走塁にも比重をかけるようになった。実際、2009年シーズンのアスレチックスはラージャイ・デービスが41盗塁（リーグ4位）を記録。翌年も同選手が50盗塁（リーグ2位）を記録し、クリフ・ペニントンも29盗塁を記録。チーム盗塁数でも19年ぶりに150を越え（リーグ3位）、犠打数は12年ぶりに40を越えた。
これについて、ビーンは「状況は絶えず変化する」と語っており（「変わらないのはアスレチックスの年俸総額ぐらいである」）、2008年現在は試行錯誤の時期であることを認めている。ただし、盗塁に関しては出塁率、長打率に優れた選手を財力のある球団に獲られてしまうようになったため、苦肉の策として増えていただけで、盗塁にあまり効果がないという従来の主張は2000年代後半も変わっていないとしている。

### 批判・論争
出版から時が経ち、本書において重要な位置を占める2002年のMLBドラフトの成果が定まってくると、その評価に関する論争が盛んになった。アスレチックスがこの年のドラフトで1巡目指名した（補完指名を含む）7選手のうち、メジャーリーグで一定の実績を残したのはニック・スウィッシャー、ジョー・ブラントン、マーク・ティーエンの3名である。これを多いと見るか、少ないと見るかについては意見が分かれているが、ビーン自身は「成功」だと自負している。
アスレチックスのスカウト部長エリック・クボタは「アマチュア選手の将来を予想するのは極めて難しい。『マネー・ボール』は、それを少しでもうまくやるためのもの」と語っており、当時のアスレチックスでビーンGMの右腕であったポール・デポデスタは、「メジャーに昇格する確率は、1巡目でも50%、2巡目で25%、3巡目だと10%になる。それぐらいギャンブル的なことだ。基本的には、優秀なメジャーリーガーを1人でも発掘できれば、そのドラフトは良しとすべきなんだ」と述べ、マネー・ボールが決して万能なものではないことを認めている。それでも、本書で特にスポットライトが当てられたジェレミー・ブラウンは、マネー・ボールの象徴的存在としてのプレッシャーと戦わなくてはならなくなった。2008年に、ブラウンがメジャーで芽が出ないまま引退した際には、「マネー・ボールは死んだのか？」という議論が沸き起こった。
また、この年のドラフトでは、ビーンが指名を避けた高校生投手の中から、コール・ハメルズ、マット・ケイン、スコット・カズミアーなどの一流投手が育ったことも批判の対象となった。しかし、ビーンは後に、高校生選手を完全に否定しているわけではないと述べ、本書の記述にやや誇張があることを示唆した。
その他には、主役のビーンを引き立てるために、シカゴ・ホワイトソックスのケニー・ウィリアムズGMなど、ビーンのライバルとなる立場の人物がまるで無能のように描かれてしまっているということや、スコット・ボラスが代理人を務めていた選手の指名回避など、裏に存在していたであろう事情についての描写が薄いという指摘もある。

#### プレーオフでの苦戦
ビーン政権下のアスレチックスはレギュラーシーズンには強さを見せ、毎年のようにプレーオフに進出するものの、ワールドシリーズには進出できていない。先述のような出塁率等を重視するチーム編成・戦術は、多くの試合を重ねる中で勝率を高めていくことに主眼を置くものであり、勝率ではなく先に定められた数の勝利を挙げなくてはならない短期決戦には必ずしも向いてはいない点がその要因に挙げられるが、そもそも最大でも7試合しか行わないプレーオフでは数値に「揺らぎ」が出やすいため、長期のレギュラーシーズンに比べて、チームの戦略や選手の能力よりも運や偶然が結果を左右しやすい。ビーンも「プレーオフまで進出させることが仕事」と、現状の分析方法および戦術の短期決戦における限界を認めている。

## 映画化
『マネー・ボール』が出版された翌年の2004年に、ソニー・ピクチャーズが映画化の権利を獲得した。2008年11月になって、ブラッド・ピット主演、スティーヴン・ソダーバーグ監督で映画化が発表されたが、クランクイン3日前に突然制作中止が決定した。制作中止の理由は、ソダーバーグが手を加えた脚本に制作側が難色を示したためだと言われている。その後しばらく音沙汰のない状態が続いていたが、2009年12月、ベネット・ミラー監督の元で再始動が発表され、2011年9月23日に全米公開された。